# Hartmut Hein
Hartmut Hein (* 28. März 1966 in Bonn) ist ein deutscher Musikwissenschaftler. 

## Leben
Nach seinem Abitur am Collegium Josephinum Bonn im Jahr 1985 studierte Hein Musikwissenschaft, Germanistik und Neuere Deutsche Literaturwissenschaft an der Universität Bonn. Zwischen den Jahren 1991 und 1996 arbeitete er als Tutor im Bereich Germanistik für das Akademische Auslandsamt und verfolgte ein Aufbaustudium im Fach Musikwissenschaft. Von 1996 bis 2001 bekleidete er wissenschaftliche Hilfskraft- und Assistentenstellen am Musikwissenschaftlichen Seminar der Universität Bonn. Im Jahr 1999 promovierte er an der Universität Bonn mit einer Dissertation über Beethovens Klavierkonzerte. Von 2001 bis 2008 war er Wissenschaftlicher Assistent/Mitarbeiter an der Universität zu Köln, danach bis 2011 Wissenschaftlicher Mitarbeiter im DFG-Projekt Der Karajan-Diskurs – Zur gesellschaftlichen und musikalischen Inszenierung eines Dirigenten-Mythos. In dieser Zeit habilitierte er mit venia legendi im Bereich Musikwissenschaft zum Thema Musik-Interpretation als tour de force: Diskursformationen und aufführungsästhetische Positionen nach Adorno. 2011 und 2012 war er als Lehrbeauftragter an der WWU Münster tätig. Von 2013 bis Januar 2016 war Hein Mitarbeiter im Forschungsprojekt Die Konzertouvertüre im Zeitalter Mendelssohns an der Philipps-Universität Marburg. 2016 war er außerplanmäßiger Professor an der Universität zu Köln. Seit 2017 ist er im Schuldienst und unterrichtete während der Corona-Jahre 2020 bis 2022 online als Lehrbeauftragter an der Universität des Saarlandes.
Hein arbeitete über Gustav Mahler, Ludwig van Beethoven, die Wiener Klassik, Orchestermusik des 18. bis 20. Jahrhunderts, Claviermusik des 17. bis 20. Jahrhunderts, Gattungsgeschichte und -ästhetik, Methoden und Probleme musikalischer Analyse, Philosophie der Musik (Ästhetik, Semiotik, Performanz) und Musikalische Interpretation (Geschichte, Diskurse, Analyse).

## Publikationen (als Autor bzw. Herausgeber, Auswahl)
- mit Julian Caskel (Hrsg.): Handbuch Dirigenten. 250 Porträts. Bärenreiter, Kassel / Metzler, Stuttgart 2015. [eigene Beiträge: Essay zur Interpretationsästhetik, ca. 40 Porträts]
- Musikalische Interpretation als »tour de force«: Positionen von Adorno bis zur Historischen Aufführungspraxis. Universal Edition, Wien/London/New York 2014. (= Studien zur Wertungsforschung 56).
- mit Wolfram Steinbeck (Hrsg.): Beethovens Klavierwerke. Laaber-Verlag, Laaber 2012. (= Das Beethoven-Handbuch, 2.)
- mit Fabian Kolb (Hrsg.): Musik und Humor. Scherz, Satire, Ironie und tiefere Bedeutung in der Musik. [Kongressbericht Köln 2005]. Laaber-Verlag, Laaber 2010. (= Spektrum der Musik, 9.)
- mit Wolfram Steinbeck (Hrsg.): Schostakowitsch und die Symphonie. Referate des Bonner Symposions 2004. Peter Lang, Frankfurt am Main 2007. (= Bonner Schriften zur Musikwissenschaft, 7.)